# Блинайте-Кярнагене, Гражина
Гражи́на Блинайте-Кярнагене (8 апреля 1918 — 25 апреля 2013) — литовская театральная актриса.

## Биография
Родилась в Одессе, где её отец Доминикас Йонас Блинас работал в банке. Из-за Октябрьской революции семья в том же году вернулась в Литву в Каунас. В 1935—1940 годах изучала право в Университете Витовта Великого. Одновременно в 1937 году окончила театральную студию Государственного театра в Каунасе.
В 1937—1940 годы была актрисой Государственного театра в Каунасе. В 1940—1984 (с перерывами) — актриса Вильнюсского государственного драматического театра. Она вошла в первую труппу театра, образованного в марте 1940 года. Там же она познакомилась со своим будущим мужем Александрасом Кярнагисом.
Умерла 25 апреля 2013 года.

### Семья
- Отец — банкир и публицист Доминикас Ионас Блинас (1877—1933).
- Муж — актёр Александрас Кярнагис (1911—1980).
- Сын — автор и исполнитель песен Витаутас Кярнагис (1951—2008).

## Творчество

### Работы в театре
- 1938 — «Хижина дяди Тома» (Г. Бичер-Стоу) — няня
- 1940 — «Надежда» (Г. Хейерманс) — Йо
- 1943 — «Семнадцатилетние» (М. Дрейер) — Анна-Мария
- 1944 — «Гигант» (Р. Биллингер) — Манишка
- 1949/1970 — «Кошкин дом» (С. Я. Маршак) — Коза
- 1949 — «Слуга двух господ» (К. Гольдони) — Беатриче
- 1962 — «Орфей спускается в ад» (Т.Уильямс) — Долли Хама
- 1980 — «Остров нищих» (К. Сай) — Барбяле
- 1982 — «Утопленница» (А. Венуолис) — Шляжене

### Фильмография
- 1959 — Юлюс Янонис (лит. Julius Janonis) — эпизод
- 1961 — Когда сливаются реки (лит. Kai susilieja upės) — эпизод
- 1972 — Геркус Мантас (лит. Herkus Mantas) — эпизод (в титрах Г. Кярнагене)
- 1990 — Дети из отеля «Америка» (лит. Vaikai iš "Amerikos" viešbučio) — соседка по дому (в титрах Г. Кярнагене)
- 1997 — Дом (порт. A Casa; Литва, Португалия, Франция)